# Pione
Pione is een geslacht van sponsdieren uit de klasse van de Demospongiae (gewone sponzen).

## Soorten
- Pione abyssorum (Carter, 1874)
- Pione angelae Urteaga & Pastorino, 2007
- Pione carpenteri (Hancock, 1867)
- Pione concharum (Thiele, 1898)
- Pione enigmatica Moraes, 2011
- Pione fryeri (Hancock, 1849)
- Pione gibraltarensis Austin, Ott, Reiswig, Romagosa & McDaniel, 2014
- Pione hancocki (Schmidt, 1862)
- Pione hixoni (Lendenfeld, 1886)
- Pione indica (Topsent, 1891)
- Pione lampa (de Laubenfels, 1950)
- Pione margaritiferae (Dendy, 1905)
- Pione mazatlanensis (Hancock, 1867)
- Pione muscoides (Hancock, 1849)
- Pione mussae (Keller, 1891)
- Pione rhabdophora (Hentschel, 1914)
- Pione robusta (Old, 1941)
- Pione spirilla (Old, 1941)
- Pione stationis (Nassonow, 1883)
- Pione truitti (Old, 1941)
- Pione vastifica (Hancock, 1849)
- Pione velans (Hentschel, 1909)